# Герб Рима
Герб Рима представляет собой официальную символику столицы Италии, отражающую историческое значение и развитие города.
Герб Рима представляет собой геральдический щит английской формы. Основное поле герба окрашено в красный цвет. На щите изображён золотой греческий крест и буквы SPQR, обозначающие девиз города: Senatus Populus Que Romanus («Сенат и римский народ»). Этот девиз появился на гербе в XIV веке. Над щитом золотая корона с пятью фигурными выступами, олицетворяющая верховную власть и справедливое правление.